# چیچک‌لی (جیحان)
چیچک‌لی (به ترکی استانبولی: Çiçekli) یک منطقهٔ مسکونی در ترکیه است که در جیحان واقع شده‌است.